# (15687) 1981 ES38
A (15687) 1981 ES38 a Naprendszer kisbolygóövében található aszteroida. Schelte J. Bus fedezte fel 1981. március 1-jén.